# Volstroff
Volstroff es una comuna francesa situada en el departamento de Mosela, en la región de Gran Este.

## Demografía
| 352 | 291 | 912 | 1066 | 1373 | 1366 | 2048 |
| Para los censos de 1962 a 1999 la población legal corresponde a la población sin duplicidades (Fuente: INSEE [Consultar]) |     |     |      |      |      |      |